# Ostschweizer Verein für das Kind
Der „Ostschweizer Verein für das Kind“ (OVK) ist ein gemeinnütziger Verein, der sich mit Dienstleistungen im sozial- und präventivmedizinischen Bereich seit 1910 für das Wohl und die Gesundheit von Kindern einsetzt.

## Tätigkeiten
Der OVK baute die Mütter- und Väterberatung in St. Gallen und Umgebung auf und war massgeblich an der Entstehung des Ostschweizer Kinderspitals und der Kinder- und Jugendpsychiatrischen Dienste des Kantons St. Gallen beteiligt. 
Der OVK setzt sich dafür ein, dass sich alle Kinder in der Region St. Gallen - unabhängig ihrer Herkunft, ihrem familiären Umfeld und ihrem Geschlecht - psychisch und physisch gesund entwickeln können. Hierfür gibt es drei Fachstellen: 
- Mütter- und Väterberatung: Die Mütter- und Väterberatung unterstützt Familien von der Geburt bis zum Kindergarteneintritt und beantwortet Fragen zu Rollenfindung, Stillen, Schlaf, Schreien, Ernährung, Entwicklung oder Erziehung. Dies ist nur ein Bruchteil des breiten Beratungsspektrums. Ziel der Mütter- und Väterberatung ist die Förderung einer gesunden, altersgemässen Entwicklung des Kindes.
- Erziehungscoaching: Das Erziehungscoaching unterstützt Familien mit Kindern vom 1. bis zum 6. Lebensjahr in allen Erziehungsfragen. Zudem bietet das Programm Familien in schwierigen Lebenssituationen eine sozialpädagogische Begleitung mit Hausbesuchen an. Dabei leitet die persönliche Beraterin die Eltern in ihrem Erziehungsalltag an und stärkt sie in ihrer Rolle.
- Familienbegleitung PAT: Das dreijährige Programm PAT begleitet Familien langfristig und bedarfsgerecht. In regelmässigen Hausbesuchen unterstützt die persönliche, lizenzierte Elterntrainerin Familien, die besonderen Belastungen ausgesetzt sind. Die Begleitung startet idealerweise bereits während der Schwangerschaft jedoch spätestens bis sechs Monate nach der Geburt und endet in der Regel um den 3. Geburtstag des Kindes. Ziel des Programms ist die intensive frühkindliche Förderung und Elternbildung. Dabei stehen die Eltern-Kind-Interaktion, die Verbesserung von Erziehungspraktiken und die soziale Vernetzung der Familien im Mittelpunkt.

## Geschichte
Säuglingsheim und Pflegerinnenschule (ab 1909): Um Frauen, die der Fabrikarbeit nachgehen mussten, zu entlasten, eröffnete am 18. Mai 1909 die Ärztin Frida Imboden-Kaiser zusammen mit engagierten jungen St. Gallerinnen ein Säuglingsheim in der Stadt St. Gallen. Dem Säuglingsheim war eine Pflegerinnenschule für junge Frauen angegliedert, die dort den Pflegerinnenberuf lernen oder sich als angehende Mütter in der Säuglingspflege üben konnten. Um die rechtlichen Grundlagen zu schaffen, wurde am 17. Oktober 1910 der Verein für Säuglingsfürsorge als Trägerorganisation gegründet.
Am 12. Juni 1911 erfolgte der Eintrag ins Handelsregister: «Der Verein bezweckt, das Wohl und die Gesundheit des Säuglings zu fördern durch den Betrieb des Säuglingsheims und die Ausbildung der Frau zum Mutter- und Pflegeberuf (durch Abhaltung von Säuglingspflegekursen, Vorträgen und verwandten propagandistischen Veranstaltungen)». Frida Imboden-Kaiser und dem Verein ging es um mehr als nur die Betreuung von Säuglingen, sie wollten das Wohl der Mütter und der Babys verbessern.
Mütterberatung (ab 1912): 1912 richtete der Verein eine Mütterberatungsstelle ein, die zu Beginn von Frida Imboden-Kaiser persönlich geleitet wurde. Die Mütterberatung wurde kontinuierlich ausgebaut und zunehmend auch in den umliegenden Gemeinden angeboten. In ihrer Chronologie: Volksbadstrasse (1912), St. Leonhard (1918), Bruggen (1932), Rorschach (1943), Neudorf, Winkeln, Goldach (1963), Abtwil (1967), Kronbühl, Tübach (1968), St. Georgen (1970), Wittenbach (1973), Bernhardzell (1974), Boppartshof (1975), Engelburg, Eggersriet, Waldkirch, Untereggen (1976), Rorschacherberg, Staad (1978), Rotmonten (1982), Riethüsli, Halden (1984), Muolen (1995).
Hauptursache der hohen Säuglingssterblichkeit waren Magen-Darm-Infektionen, die durch verdorbene Milch ausgelöst wurden. Nach dem Beispiel des französischen Gynäkologen und Perinatalmediziners Pierre Budin (1846–1907) baute der Verein eine Milchküche auf. Die trinkfertige (sterilisierte) Säuglingsnahrung wurde nicht nur im Säuglingsheim, sondern auch an verschiedenen Stellen in der Stadt und in Filialen in Rorschach, Herisau und Utzwil vertrieben.
Neben der Beratung der Mütter in der Säuglingspflege und der Abgabe sicherer Säuglingsnahrung engagierten sich Frida Imboden-Kaiser und der Verein auch in der Aufklärungsarbeit. Sie starteten eine Kampagne, um die Brusternährung zu stärken. Auf einer Wanderausstellung zeigte sie mit eindrücklichen Tabellen den positiven Einfluss des Stillens auf die Säuglingssterblichkeit auf. „Frida Imboden-Kaiser war eine Pionierin auf dem Gebiet der Sozialmedizin zugunsten von Mutter und Kind und der datenbasierten klinischen Forschung. Dank ihres Einsatzes sank die Säuglingssterblichkeit in der Ostschweiz von 16 auf 2 Prozent“.
Kindermobilienmagazin (ab 1918): 1918 richtete der Verein ein Kindermobilienmagazin ein, das Utensilien wie Babywaagen, Kinderbettchen, Wärmeflaschen, Badewannen etc. verlieh, da vielen Familien die finanziellen Mittel für deren Erwerb fehlten. Nach dem Ende des Zweiten Weltkriegs verlor das Kindermobilienmagazin an Bedeutung und wurde Anfang der 90er Jahre eingestellt.
Mütterschule (ab 1926): 1926 gründete der Verein die Mütterschule. In einer engen Hausgemeinschaft lebend, erhielten die Kursteilnehmerinnen Anleitung und Unterricht in der Säuglingspflege. In der Mütterschule waren Säuglinge und Kinder im Vorschulalter aus sozial benachteiligten Kreisen untergebracht, so dass die Kursteilnehmerinnen gleichzeitig praktische Erfahrung sammeln konnten. Die Kosten für die vier- bzw. achtwöchigen Kurse waren so bemessen, dass auch weniger bemittelte Frauen teilnehmen konnten. Pro Juventute unterstützte interessierte junge Frauen mit der Vergabe von Stipendien oder der Übernahme des Kursgeldes.
1964 änderte der Verein seinen Namen in Verein für Säuglings- und Kinderfürsorge.
Entstehung des Ostschweizer Kinderspitals: Viele der Kinder, die ins Heim gebracht wurden, litten an Magen-Darm-Infektionen, so dass sich der Betrieb des Säuglingsheims immer mehr zu einem Säuglingsspital entwickelte. 1932 übergab Frida Imboden-Kaiser die Leitung des Säuglingsheims an den St. Galler Kinderarzt Richard Rehsteiner. 1942 wurde das Säuglingsheim in Ostschweizerisches Säuglingsspital umbenannt, das fast nur noch kranke Kinder von 0–2 Jahren aufnahm. 1966 ersetzte die neugegründete gemeinnützige „Stiftung Ostschweizerisches Säuglings- und Kinderspital“ die bisherige Trägerschaft des „Vereins für Säuglings- und Kinderfürsorge“. Die Stiftungsurkunde führte unter Art. 2 als Zweck unter anderem den Unterhalt einer Schule für Gesundheits- und Krankenpflege auf. Damit wurden Säuglingsheim und Pflegerinnenschule eigenständige Institutionen. Das Ostschweizer Kinderspital besteht bis heute, die Pflegerinnenschule wurde in Folge der gesamtschweizerischen Reorganisation der Ausbildungen im Gesundheitswesen aufgelöst.
Entstehung der Kinder- und Jugendpsychiatrischen Dienste St. Gallen (ab 1966): Am 1. April 1966 gründete der „Verein für Säuglings- und Kinderfürsorge“ den Ostschweizerischen Kinderpsychiatrischen Dienst. Der Dienst wurde „zur Untersuchung und Behandlung schwer-verhaltensgestörter, seelisch kranker Kinder und Jugendlicher, vor allem solcher, die an einer Neurose oder hirnorganischen Störung leiden“ eröffnet und war zu Beginn im ehemaligen Säuglingsheim untergebracht. Ab 1996 übernahm die neu gegründete Stiftung Kinder- und Jugendpsychiatrische Dienste St. Gallen die Trägerschaft der KJPD.
1971 passte der Verein seinen Namen an und hiess nun Ostschweizer Verein für Säuglings- und Kinderfürsorge.
1978 wurde die Mütterschule geschlossen. Aufgrund der veränderten gesellschaftlichen Rahmenbedingungen wurden nun eher Teilzeit-Betreuungsangebote für Kinder gesucht und immer weniger Kleinkinder in vollzeitliche Obhut gegeben.
Erziehungsberatung Gigampfi, Kleinkindberatung Mobile (ab 1984): 1984 gründet der Verein die Gigampfi, eine Erziehungsberatung für Eltern kleiner Kinder. Damit wurde die Betreuungslücke zwischen Mütter- und Väterberatung und dem Eintritt in die Vorschule geschlossen. Die Beratungsstelle für Eltern von Kindern im Vorschulalter etabliert sich rasch.
1989 erhielt der Verein seinen heutigen Namen Ostschweizer Verein für das Kind.
1996 wurde die Erziehungsberatung „Gigampfi“ wieder geschlossen. Es wurde aber schnell klar, dass es wieder eine im Kleinkindbereich spezialisierte Stelle für Erziehungsfragen brauchte. 1998 wurde am Burggraben wieder eine Fachstelle für Erziehungsfragen geschaffen: die Kleinkindberatung Mobile. Sie begann als dreijähriges Projekt und wurde im Anschluss in den Normalbetrieb überführt. Im Jahr 2000 wurden die beiden Bereiche Mütter- und Väterberatung und Kleinkindberatung Mobile zusammengelegt und die Kleinkindberatung Mobile zog bei der Mütter- und Väterberatung ein.
Gründung der Fachstelle Mütter- und Väterberatung Ostschweiz (MVBO) (ab 2011): Im Mai 2011 richtete der Ostschweizer Verein für das Kind die Fachstelle Mütter- und Väterberatung Ostschweiz (MVBO) ein. Die Fachstelle unterstützt Beraterinnen und Trägerschaften in Fach-, Personal- und Qualitätsfragen, ist Ansprechpartner für Trägerschaften, Fachpersonen, externe Institutionen und Organisationen im Kanton St. Gallen und Appenzell und fördert deren Vernetzung und Zusammenarbeit. Sie setzt sich aktiv dafür ein, den Anliegen und Bedürfnissen junger Eltern und ihrer Kinder mehr politisches Gewicht und stärkere öffentliche Aufmerksamkeit zu verschaffen. Beispiele der Aktivitäten: Fortbildung Postpartale Depression. Im Jahr 2021 machte sich die MVBO in einem eigenen Verein selbständig.
Im 2016 startete das Projekt "PAT - Mit Eltern lernen". Das zertifizierte Programm aus den USA hat zum Ziel, die Erziehungskompetenzen der Eltern zu stärken und damit die Bildungschancen ihrer Kinder zu verbessern. Nach erfolgreichem Projektabschluss mit begleiteter Studie wurde das PAT im Jahr 2019 in den Regelbetrieb des OVKs überführt. 